# Cronologia de la química

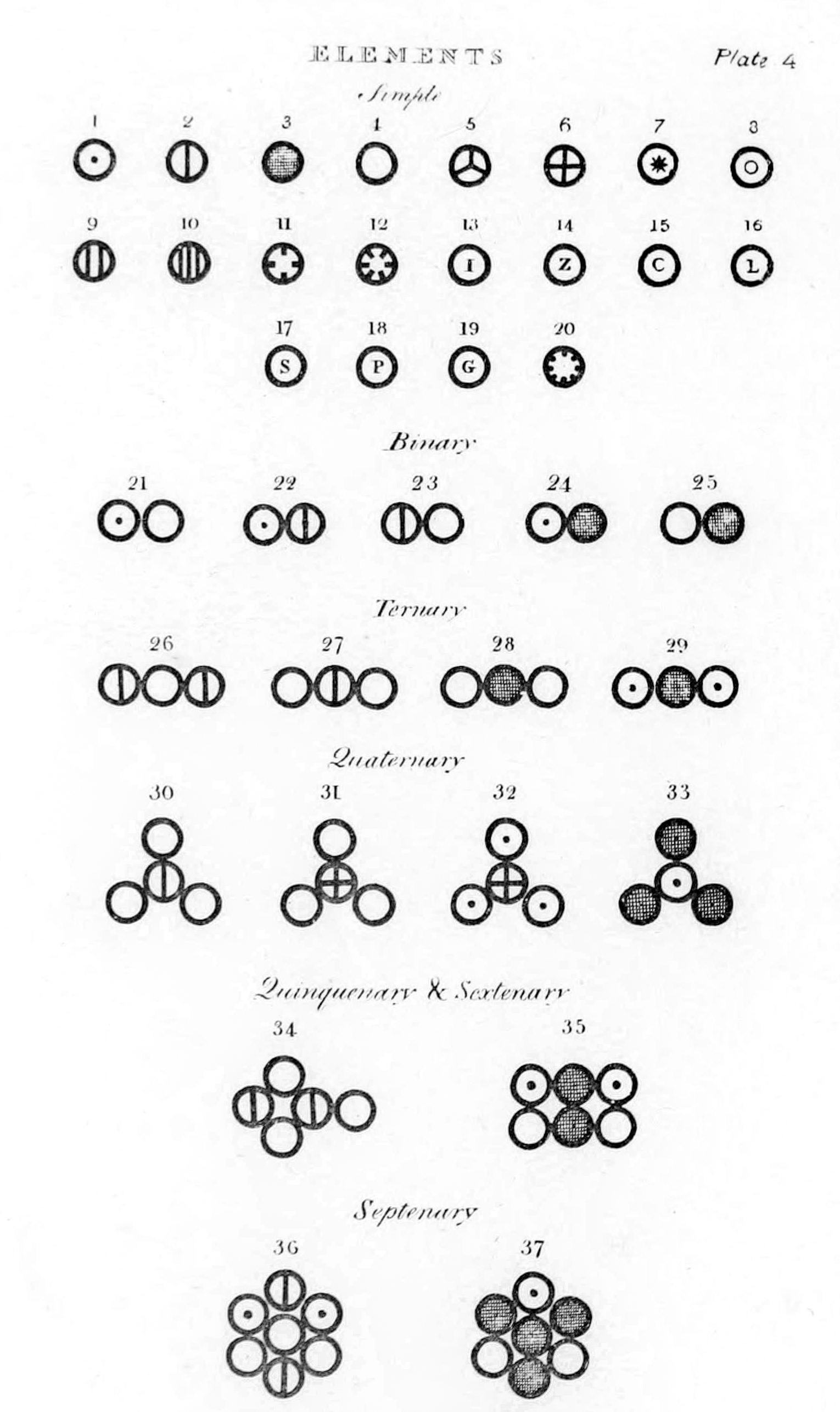
Una imatge del llibre de John Dalton A New System of Chemical Philosophy, la primera explicació moderna de la teoria atòmica.

La cronologia de la química és un llistat d'obres, descobriments, idees, invents i experiments importants que han canviat l'enteniment de la humanitat sobre la ciència en el camp de la química.
La història de la química en la seva forma moderna va començar al segle XVI-XVII però les seves arrels són molt més antigues
Les primeres idees que es van incorporar a la ciència moderna provenen de dues fonts principalment. Primerament, dels filòsofs naturals (com Aristòtil i Demòcrit), qui feien servir raonaments deductius per intentar explicar el comportament del món. D'una altra banda, també s'inspira en els alquimistes (com ara Jàbir ibn Hayyān i Muhammad ibn Zakariya ar-Razi), qui feien servir tècniques experimentals en un intent d'allargar la vida o convertir materials barats en or.
Al segle xvii, les dues disciplines es van unir, aplicant principis «deductius»i «experimentals» alhora, donant lloc un procés anomenat mètode científic. Gràcies a la introducció del mètode científic, la versió moderna de la química va començar.
Coneguda com una ciència central, l'estudi de la química influencia i està influenciada per altres camps tecnològics. Moltes de les grans troballes en química es consideren també grans troballes d'altres camps, com ara la física, la biologia, l'astronomia, la geologia i la ciència de materials entre d'altres.

## Abans delseglexvii

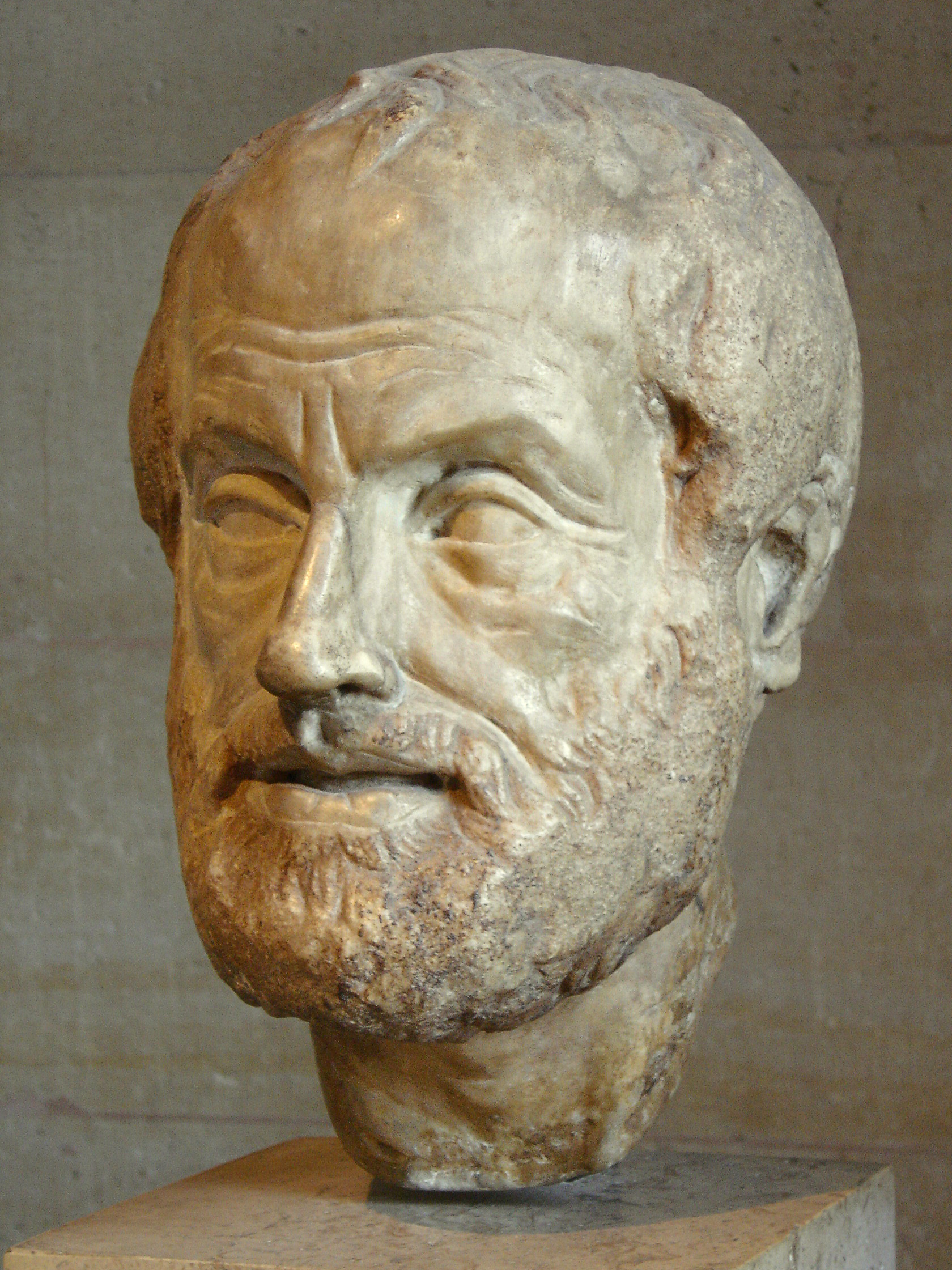
Aristòtil (384–322 aC.)

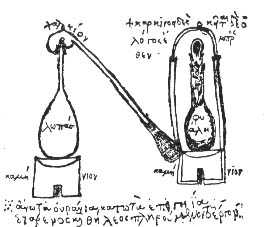
Estris per l'ús de l'alquímica, Collection des anciens alchimistes grecs (3 vol., Paris, 1887–88)

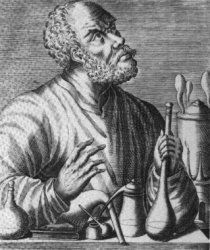
Geber (d. 815) és considerat per alguns com e pare de la química.

Prèviament a l'acceptació del mètode científic i la seva aplicació al camp de la química, és relativament controvertit anomenar a moltes de les persones aquí citades com a «químics», en el sentit modern de l'expressió. No obstant, les idees d'aquests pensadors, ja sigui per la seva influència o per la seva perspicàcia mereixen ser esmentades.
c. 3000 aC
Els formulen la teoria d'Ogdoad, o les forces primordials, de les quals es va formar tot. Aquests eren els 8 elements del caos i existien abans de la creació del Sol.
c. 1200 aC
Tapputi-Belatekallim perfumista i química primitiva es anomenada en una taula cuneïforme a Mesopotàmia.
c. 450 aC
Empèdocles afirma que tots els objectes estan formats de quatre elements primitius: terra, aire, foc i aigua, on dues forces actives i oposades, l'amor i l'odi o l'afinititat i l'antipatia, actuen sobre aquests elements i els combinen o separen en formes infinitament variades.
c. 440 aC
Lèucip i Demòcrit proposen el concepte d'àtom, una partícula indivisible que conforma tota la matèria. Aquesta idea és rebutjada per la majoria de filòsofs naturals en favor de les idees d'Aristòtil.
c. 360 aC
Plató encunya la paraula elements (stoicheia) al seu diàleg Timeu, que inclou la discussió de la composició dels cossos orgànics i inorgànics, sent un tractat rudimentari sobre química que assumeix que cada element té una geometria especial: tetrahèdre (foc), octahedre(aire), icosahedre (aigua) i cub (terra).
c. 350 aC
Aristòtil, seguint les idees d'Empèdocles, proposa que les substàncies són una combinació de matèria i forma. Expandeix la teoria dels elements a: terra, aire, foc, aigua i èter. Aquesta teoria es va acceptar al món Occidental durant 1000 anys.
c. 50 aC
Lucreci publica De Rerum Natura, una descripció poètica de les idees de l'atomisme.
c. 300
Zòsim de Panòpolis escriu algun dels llibres més antics sobre alquímia i la defineix com l'estudi de la composició de les aigües, els moviments, el creixement i l'eliminació dels esperits dels cossos, així com la unió dels esperits als cossos.
c. 770
Abu Musa Jabir ibn Hayyan (Geber), un alquimista àrab/persa que és considerat per alguns el pare de la química, desenvolupa un mètode científic primitiu per la químia, i aïlla nombrosos àcids, com ara l'àcid clorhídric, l'àcid nítric, l'àcid cítric, l'àcid acètic, l'àcid tàrtric, i l'aigua règia.
c. 1000
Abū al-Rayhān al-Bīrūnī i Avicenna, ambdós químics perses, refuten la pràctica de l'alquímia i la teoria de la transmutació dels metalls.
c. 1167
Magister Salernus de l'Escola Mèdica Salernitana fa les primeres referències a la destil·lació del vi.
c. 1220
Robert Grosseteste publica diversos comentaris aristotèlics on esbossa els fonaments del mètode científic.
c 1250
Tadeo Alderotti desenvolupa la destil·lació fraccionada, de forma molt més eficient que els seus predecessors.
c 1260
Sant Albert El Gran aïlla l'arsènic i el nitrat de plata. També va ser un dels primers en fer referència a l'àcid sulfúric.
c. 1267
Roger Bacon publica Opus Maius, on proposa una forma primitiva del mètode científic i explica els seus experiments amb pólvora, entre d'altres.
c. 1310
Pseudo-Geber, un alquimista espanyol anònim que escriviu sota el nom de Geber, publica diversos llibres que estableixen la teoria de que tots els metalls estan compostos de diverses proporcions de sulfur i mercuri. És un dels primers a descriure l'àcid nítric, l'aigua règia i l'aqua fortis.
c. 1530
Paracels desenvolupa la iatroquímica, una disciplina de l'alquímia que buscava allargar la vida, sent les arrels de la indústria farmacèutica moderna. Va ser el primer en fer servir la paraula química
1597
Andreas Libavius publica Alchemia, un propotip de llibre de text de química.

## Seglexviii XVIII
1605
Sir Francis Bacon publica The Proficience and Advancement of Learning, que conté una descripció del que aviat es coneixeria com a mètode científic.
1605
Michal Sedziwój publica el tractat d'alquímia Una nova llum d'alquímica que proposa l'existència del «menjar de la vida» a l'aire, més tard reconegut com a oxigen.
1615
Jean Beguin publica el Tyrocinium Chymicum, un llibre de química primerenc, i hi dibuixa la primera equació química de la història.
1637
René Descartes publica el Discurs del mètode, que conté una descripció del mètode científic.
1648
Publicació pòstuma del llibre Ortus medicinae de Jan Baptist van Helmont, gran obra transicional entre l'alquímia i la química, que influencià Robert Boyle. El llibre conté els resultats de nombrosos experiments i estableix una versió primitiva de la llei de la conservació de la massa.

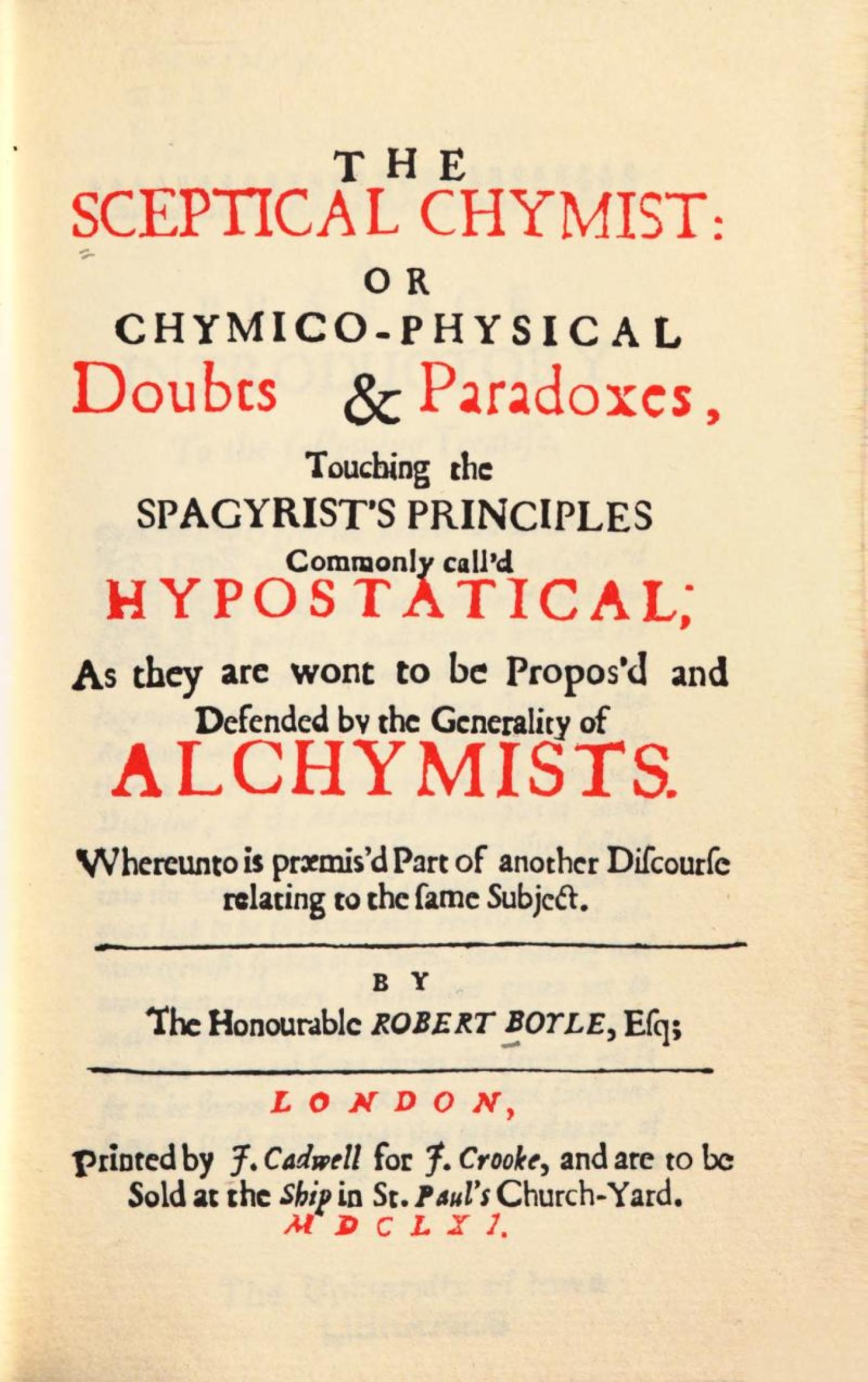
Portada de The Sceptical Chymist de Robert Boyle (1627–91)

1661
Robert Boyle publica The Sceptical Chymist (El Químix Escèptic), un tractat que diferència la química de l'alquímica. Conté les primeres referències modernes a àtoms, molècules i reaccions químiques, marcant l'inici de la química moderna.
1662
Robert Boyle proposa la llei de Boyle, una descripció empírica del comportament dels gasos, especialment la relació entre la pressió i el volum.
1735
El químic suec Georg Brandt analitza un pigment blau fosc trobat en una mena de coure. Brandt demostra que es tracta d'un nou element, anomenat cobalt.
1754
Joseph Black isola el diòxid de carboni.
1757
Louis Claude Cadet de Gassicourt, investigant els compostos arsènics, crea el líquid fumant de Cadet, més tard es descobriria que era òxid de cacodil, considerant-lo el primer compost organometàl·lic sintetitzat.
1758
Joseph Black formula el concepte de calor latent per explicar els canvis de fase.
1766
Henry Cavendish descobreix l'hidrogen, un gas incolor, inodor i explosiu quan es barreja amb l'aire.
1773–1774
Carl Wilhelm Scheele i Joseph Priestley aïllen l'oxigen de forma independent. Priestley l'anomenava "aire deflogistat" i Scheele "aire de foc".

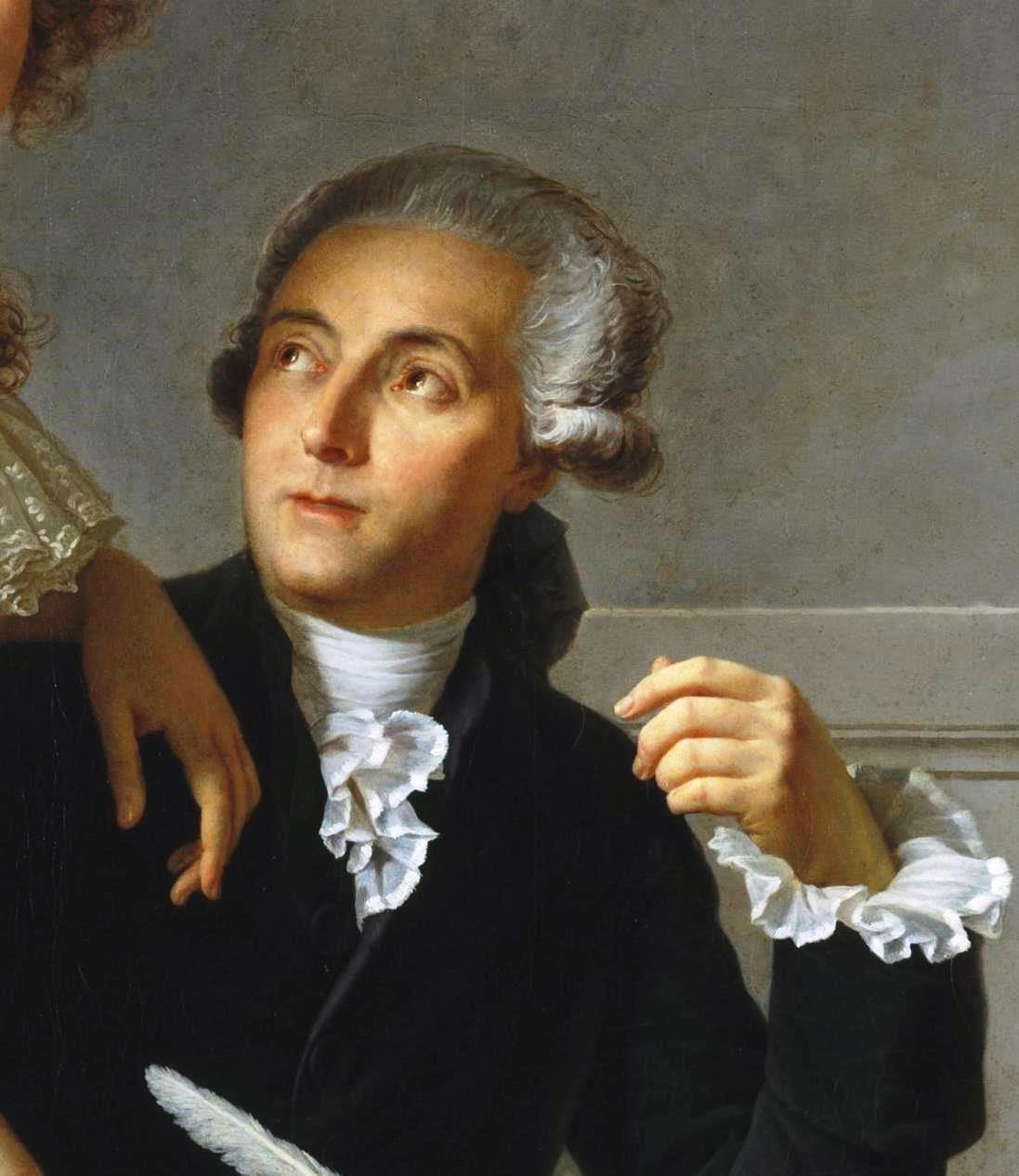
Antoine-Laurent de Lavoisier (1743–94) és considerat per alguns com el pare de la química moderna.

1778
Antoine Lavoisier, considerat "El Pare de la química moderna", reconeix i anomena l'oxigen, i reconeix la seva importància a la combustió.
1787
Antoine Lavoisier publica Méthode de nomenclature chimique, el primer sistema modern de nomenclatura química.
1787
Jacques Charles proposa la llei de Charles, corolari de la llei de Boyle, descrivint la relació entre la temperatura i el volum d'un gas.
1789
Antoine Lavoisier publica el Traité Élémentaire de Chimie, el primer llibre de text ded química moderna. És un tractat complet de la química d'aquell temps, i hi inclou la primera definició concisa de la llei de conservació de massa, també fundant la disciplina de l'estequiometria o anàlisi química quantitativa.
1797
Joseph Proust proposa la llei de proporcions definides, que enuncia que els elements sempre es combinen en proporcions petites i senceres per formar compostos.
1800
Alessandro Volta inventa la primera pila voltaica, fundant així l'electroquímica.

## Segle i XVIII

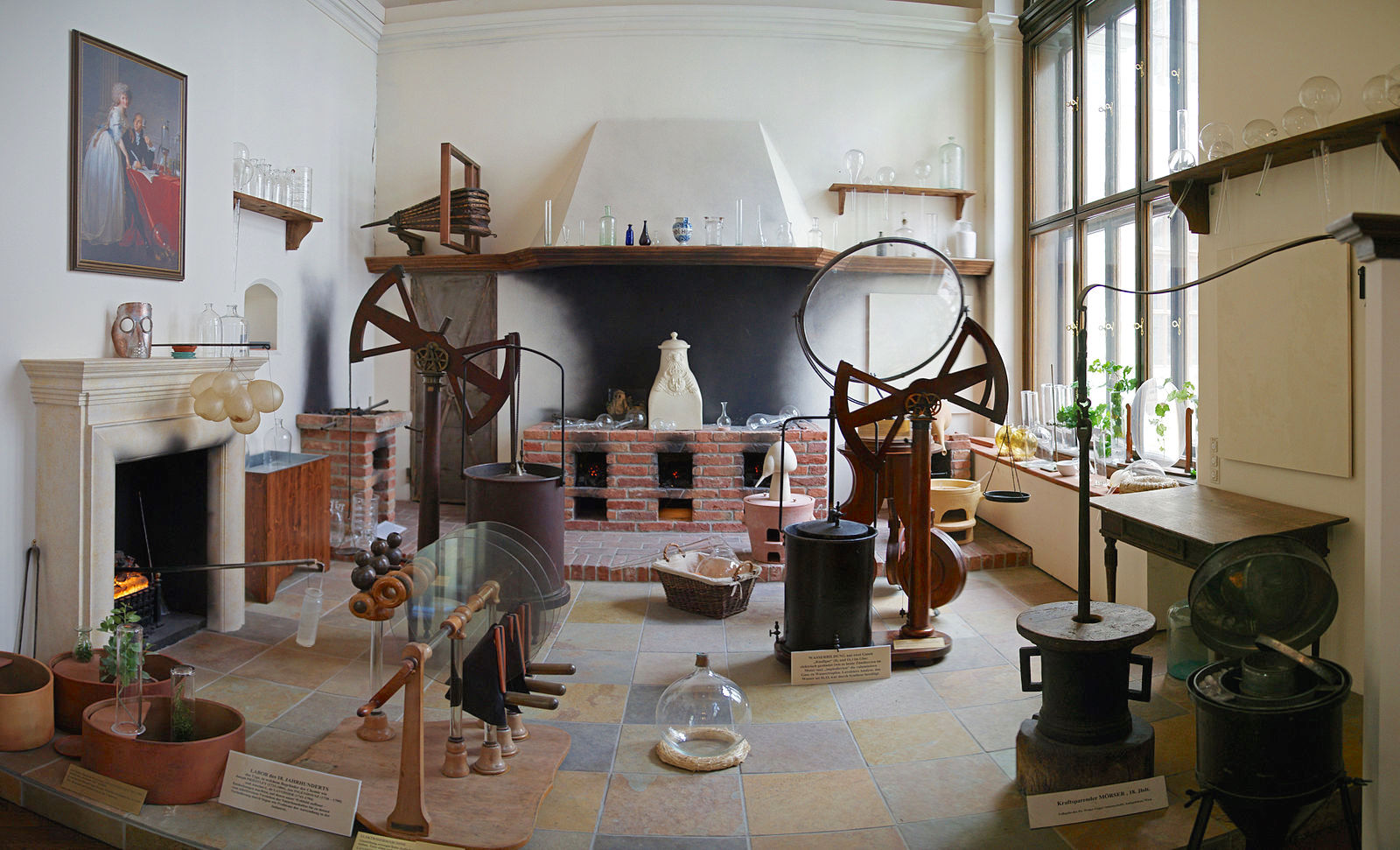
Un labortori típic del segle XVIII

## Segle

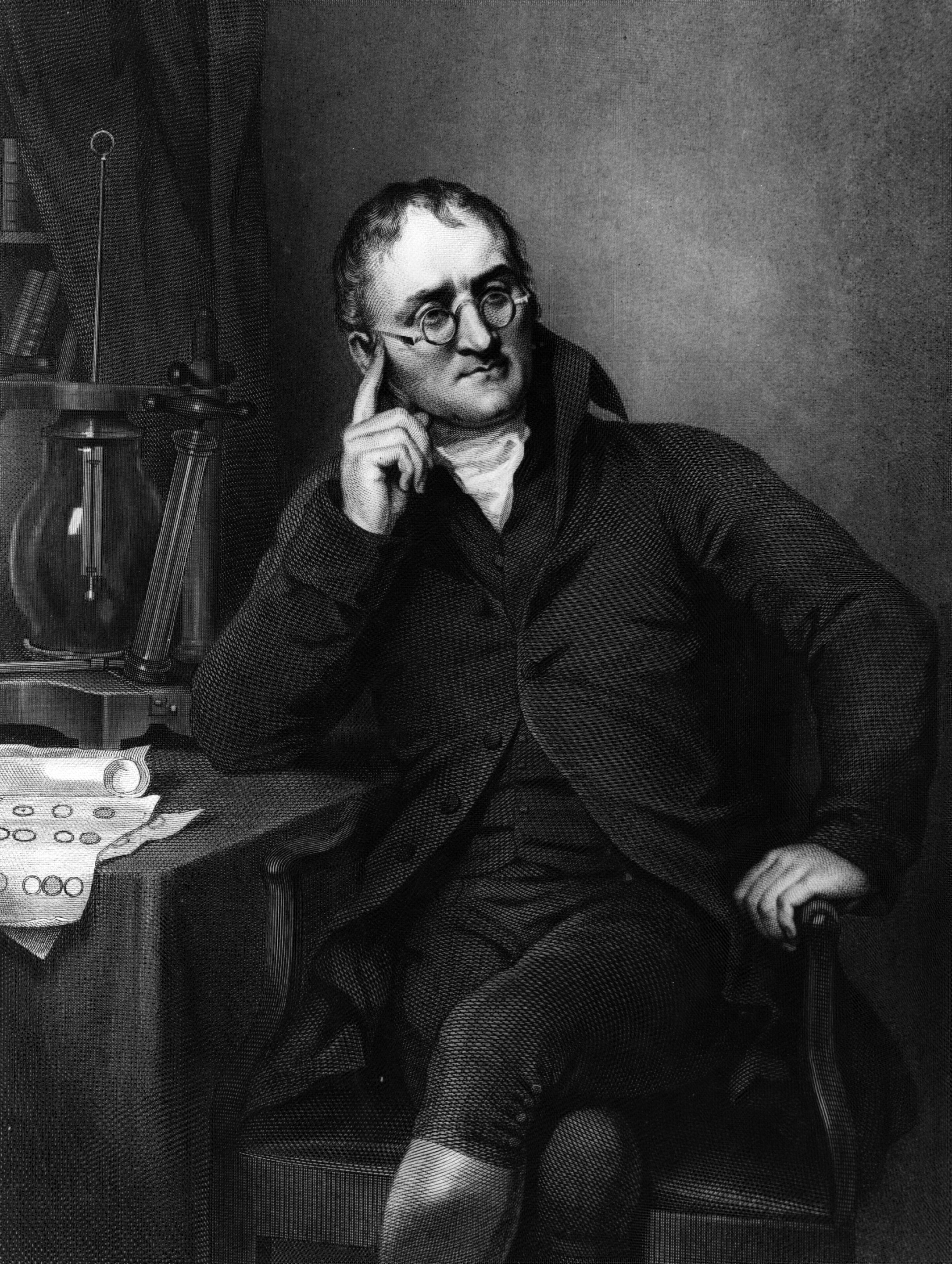
John Dalton (1766–1844)

## Seglexix
1801
John Dalton proposa la llei de Dalton, que descriu la relació entre els components d'una barreja de gasos i la pressió parcial de cadascun.
1805
Joseph-Louis Gay-Lussac descobreix que l'aigua està formada per dues parts d'hidrogen i una d'oxigen en volum.
1808
Joseph-Louis Gay-Lussac descobreix moltes propietats físiques i químiques de l'aire i altres gasos, incloent proves experimentals de les lleis de Boyle i Charles, i la relació entre la densitat i la composició dels gasos.
1808
John Dalton publica A New System of Chemical Philosophy (Un Nou Sistema de Filosofia Química), que conté una descripció moderna de la teoria atòmica, i una descripció clara de la llei de proporcions múltiples.
1808
Jöns Jakob Berzelius publica Lärbok i Kemien on proposa símbols químics moderns i una notació, a més d'un concepte de pes atòmic relatiu.
1811
Amedeo Avogadro proposa la llei d'Avogadro, que afirma que volums iguals de gasos a la mateixa pressió i temperatura contenen la mateixa quantitat de molècules.

Estructura de la urea

1825
Friedrich Wöhler i Justus von Liebig duen a terme el primer descobriment i explicació dels isòmers, anomenats prèviament per Berzelius. Treballant amb àcid ciànic i àcid fulmínic, dedueixen correctament que l'isomerisme és causat per un arranjament diferent dels àtoms dins de la molècula.
1827
William Prout classifica les biomolècules en els grups models: carbohidrats, proteïnes i lípids.
1828
Friedrich Wöhler sintetitza urea, demostrant que els compostos orgànics es poden produir a partir de materials inorgànics, negant la teoria del vitalisme.
1832
Friedrich Wöhler i Justus von Liebig descobreixen i expliquen els grups funcionals i els radicals en química orgànica.
1840
Germain Hess proposa la llei de Hess, una versió anterior de la llei de la conservació de l'energia, que estrableix que els canvis d'energia en un procés químic depenen només de l'energia dels reactius i els productes i no del camí que es pren per viatjar entre els dos estats.
1847
Hermann Kolbe obté l'àcid acètic a partir de compostos inorgànics, negant el vitalisme.
1848
Lord Kelvin estableix el concepte de zero absolut, una temperatura on les molècules estan completament quietes.
1849
Louis Pasteur descobreix que la forma racèmica de l'àcid tàrtric és una barreja de les formes levògires i dextrògires, aclarint la natura de la rotació òptica i avançant el camp de l'esteroquímica.
1852
August Beer proposa la llei de Beer, que explica la relació entre la concentració d'una substància i la quantitat de llum que absorbeix. Es va basar parcialment en la feina de Pierre Bouguer i Johann Heinrich Lambert, establint les bases de la tècnica analítica de l'espectrofotometria.
1855
Benjamin Silliman, Jr. és pioner en el cracking del petroli, que fa possible la indústria petroquímica moderna.
1856
William Henry Perkin sintetitza la mauveïna, el primer pigment sintètic. Creat accidentalment mentre intentava sintetitzar quinina, un medicament contra la malària, va establir una base per la indústria de tints i va trobar el primer pigment porpra, sintètic o no, que es podien permetre les classes populars.
1857
Friedrich August Kekulé von Stradonitz afirma que el carboni és tetravalent, és a dir, que forma 4 enllaços químics.
1859–1860
Gustav Kirchhoff i Robert Bunsen estableixen els fonaments de l'espectroscòpia, una tècnica analítica, cosa que els va portar al descobriment del cesi i el rubidi. Aviat altres treballadors van fer servir la mateixa tècnica per descobrir l'indi, el tal·li i l'heli.
1860
Stanislao Cannizzaro, recuperant les idees d'Avogadro sobre molècules diatòmiques, fa una taula de pesos atòmics i la presenta al Karlsruhe Congress el 1860, acabant amb dècades de pesos atòmics contradictoris.
1862
Alexander Parkes exhibeix la parkesina, un dels primers polímers sintètics i precursor del cel·luloide, a l'International Exhibition in London. Aquesta descoberta és un dels fonaments de la indústria de plàstics moderna.
1862
Alexandre-Emile Béguyer de Chancourtois publica l'hèlix tel·lúric, una versió antiga i tridimensional de la taula periòdica.
1864
John Newlands proposa la llei dels vuitens, precursora de la llei periòdica.
1864
Lothar Meyer desenvolupa una versió precursora de la taula periòdica, amb els 28 elements organitzats per valència.
1864
Cato Maximilian Guldberg i Peter Waage, basant-se en les idees de Claude Louis Berthollet, enuncien la llei de l'acció de masses.
1865
Johann Josef Loschmidt determina el nombre exacte de molècules en un mol. Aquest nombre després es va anomenar nombre d'Avogadro.
1865
Friedrich August Kekulé von Stradonitz, basant-se en la feina de Loschmidt i altres, estableix l'estructura del benzè com un anell de 6 carbonis amb alternància de dobles i simples enllaços.
1865
Adolf von Baeyer comença a treballar en un tint indi, revolucionant la indústria dels tints.
1869
Dmitri Mendeléiev publica la primera taula periòdica moderna, que ordenava el 66 elements coneguts en aquell moment per pes atòmic. El punt fort de la seva taula és que podia predir les propietat d'elements que encara no s'havien descobert.
1873
Jacobus Henricus van 't Hoff i Joseph Achille Le Bel, treballant independentment, desenvolupen un model de l'enllaç químic que explica els experiments de Pasteur sobre la quiralitat i proporciona una causa física de l'activitat òptica dels compostos quirals.
1876
Josiah Willard Gibbs publica On the Equilibrium of Heterogeneous Substances (Sobre l'Equilibri de Substàncies Heterogènies), un recull de la seva feina sobre termodinàmica i física química, on introdueix per primer cop el concepte d'energia lliure per poder explicar l'equilibri químic.
1877
Ludwig Boltzmann demostra matemàticament molts conceptes físics i químics importants, com ara l'entropia i la distribució de velocitats en un gas.
1883
Svante Arrhenius desenvolupa la teoria dels ions per explicar la conductivitat dels electròlits.
1884
Jacobus Henricus van 't Hoff publica Études de Dynamique chimique, un estudi seminal sobre la cinètica química.
1884
Hermann Emil Fischer proposa l'estructura de la purina, clau per a entendre moltes biomolècules. També la va sintetitzar el 1898, a més d'iniciar estudis sobre la glucosa i altres sucres.
1884
Henry Louis Le Chatelier desenvolupa el principi de Le Chatelier, que explica els canvis en l'equilibri químic quan se sotmet a estímuls externs.
1885
Eugene Goldstein anomena els rajos catòdics, que més tard es va descobrir que es componien d'electrons, i els raigs anòdics, que més tard es va descobrir que eren ions d'hidrogen positius que havien perdut el seu electró al tub de rajos catòdics. Més tard, aquests ions es van anomenar protons.
1893
Alfred Werner descobreix l'estructura octahèdrica dels complexos de cobalt, iniciant el camp de la química de coordinació.
1894–1898
William Ramsay descobreix els gasos nobles, emplenant un buit inesperat de la taula periòdica i portant a nous models sobre l'enllaç químic.
1897
J. J. Thomson descobreix l'electró en un tub de rajos catòdics.
1898
Wilhelm Wien demostra que els rajos anòdics (feixos d'ions positius) canvien la seva trajectòria quan són exposats a camps magnètics, i que la quantitat de deflexió respon a la seva relació càrrega-massa. Aquesta troballa portaria al desenvolupament de l'espectroscopia de masses.
1898
Maria Sklodowska-Curie i Pierre Curie aïllen el radi i el poloni a partir de la pechblenda.
c. 1900
Ernest Rutherford descobreix que la font de la radioactivitat és la desintegració atòmica, i posa nom a diferents tipus de radiació.

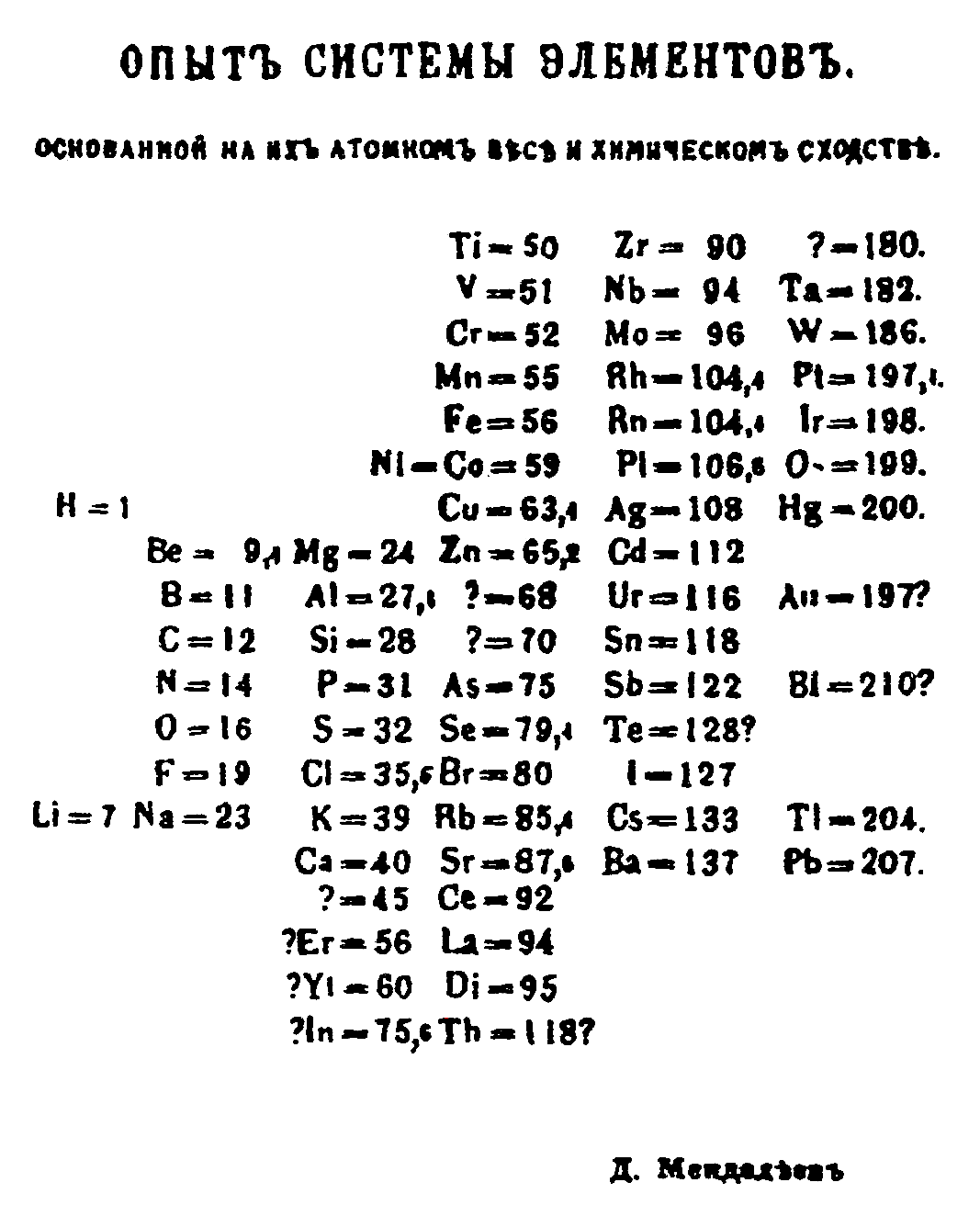
Taula Periòdica de Mendeléiev (1869)

## Segle XX

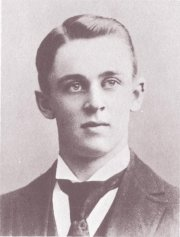
Robert A. Millikan fa l'experiment de la gota d'oli.

El model atòmic de Bohr

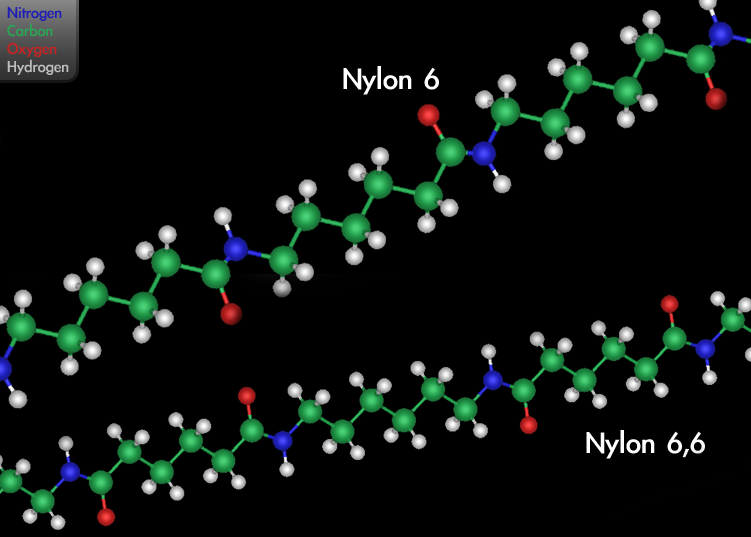
Model de dues formes de nylon

1903
Mikhail Semyonovich Tsvet inventa la cromatografia, una important tècnica analítica.
1904
Hantaro Nagaoka proposa un model atòmic, on els electrons orbiten al voltant d'un nucli dens.
1905
Fritz Haber i Carl Bosch desenvolupen el procés de Haber-Bosch per sintetitzar amoníac a partir dels seus elements, un fet amb conseqüències molt importants per a l'agricultura.
1905
Albert Einstein explica el moviment brownià d'una forma que prova la teoria atòmica.
1907
Leo Hendrik Baekeland inventa la bakelita, un dels primers plàstics amb èxit comercial.
1909
Robert Millikan mesura la càrrega d'electrons individuals amb una precisió sense precedents gràcies a l'experiment de la gota d'oli, confirmant que tots els electrons tenen la mateixa càrrega i massa.
1909
S. P. L. Sørensen inventa el concepte de pH i desenvolupa un mètode de mesura de l'acidesa.
1911
Antonius van den Broek proposa la idea que els elements de la taula periòdica estarien millor ordenats per la càrrega del nucli i no pel pes atòmic.
1911
La primera Conferència Solvay té lloc a Brussel·les, apropant la majoria dels científics més prominents de l'època. Encara avui en dia es fan conferències de física i química periòdicament
1911
Ernest Rutherford, Hans Geiger, i Ernest Marsden duen a terme l'experiment de la làmina d'or, que prova el model nuclear de l'àtom amb un petit nucli dens i positiu envoltat d'un núvol electrònic difós.
1912
William Henry Bragg i William Lawrence Bragg proposen la llei de Bragg, base de la cristal·lografia de rajos X, una tècnica molt important per descobrir l'estructura cristal·lina d'una substància.
1912
Peter Debye desenvolupa el concepte de dipol per descriure la distribució de càrregues asimètrica d'algunes molècules.
1913
Niels Bohr introdueix conceptes de mecànica quàntica a l'estructura atòmica, proposant així el model atòmic de Bohr, on els electrons només poden trobar-se a orbitals atòmics estrictament definits.
1913
Henry Moseley, treballant amb la idea de Van den Broek, introdueix el concepte de nombre atòmic per arreglar els errors de la taula periòdica de Mendeléiev, basada en pes atòmic.
1913
Frederick Soddy proposa el concepte d'isòtops, elements amb el mateix nombre atòmic però diferent pes atòmic.
1913
J. J. Thomson, expandint la feina de Wien, demostra que les partícules subatòmiques carregades es poden separar per la seva relació càrrega-massa, amb una tècnica coneguda com a espectroscopia de masses.
1916
Gilbert N. Lewis publica "L'àtom i la molècula", fonament de la teoria d'enllaç de valència.
1921
Otto Stern i Walther Gerlach estableixen el concepte d'spin en partícules subatòmiques.
1923
Gilbert N. Lewis i Merle Randall publiquen Termodinàmica i l'energia lliure de les substàncies químiques, el primer tractat modern sobre termodinàmica química.
1923
Gilbert N. Lewis desenvolupa la teoria del parell d'electrons en reaccions àcid-base
1924
Louis de Broglie introdueix un model ondulatori de l'estructura atòmica, basant-se en la dualitat ona-partícula.
1925
Wolfgang Pauli desenvolupa el principi d'exclusió de Pauli, que diu que dos electrons del mateix nucli no poden tenir el mateix estat quàntic, descrit per 4 nombres quàntics.

L'equació d'Schrödinger depenent del temps

1926
Erwin Schrödinger proposa l'equació d'Schrödinger, que proporciona una base matemàtica al model ondulatori de l'àtom.
1927
Werner Heisenberg desenvolupa el principi d'incertesa, que explica el moviment dels electrons al voltant dels nuclis, entre d'altres.
1927
Fritz London i Walter Heitler apliquen la mecànica quàntica per explicar l'enllaç covalent de la molècula de dihidrogen iniciant el camp de la química quàntica.
1929
Linus Pauling publica les lleis de Pauling, principis claus per deduir l'estructura molecular a partir de la difracció de rajos X.
1931
Erich Hückel proposa la llei de Hückel, que prediu quan un anell planar en una molècula serà aromàtic.
1931
Harold Urey descobreix el deuteri mitjançant la destil·lació fraccionada d'hidrogen.
1932
James Chadwick descobreix el neutró.
1932–1934
Linus Pauling i Robert Mulliken quantifiquen l'electronegativitat, ideant les escales que porten el seus noms.
1935
Wallace Carothers lidera un equip de químics a DuPont que inventa el nylon, un dels polímers sintètics més exitosos comercialment.
1937
Carlo Perrier i Emilio Segrè duen a terme la primera síntesi confirmada de tecneci, el primer element artificial, cobrint un forat a la taula periòdica. Encara que està disputat, es podria haver sintetitzat prèviament per Ida Noddack i Walter Noddack (entre d'altres) el 1925.
1937
Eugene Houdry desenvolupa un mètode de catàlisi a escala industrial pel cracking del petroli, donant lloc a les refineries de petroli modernes.
1937
Pyotr Kapitsa, John F. Allen i Don Misener produeixen heli superrefredat, el primer superfluïd amb viscositat zero, que mostra propietats quàntiques a escala macroscòpica.
1938
Otto Hahn descobreis la fissió nuclear en urani i tori.
1939
Linus Pauling publica La Natura de l'Enllaç Químic, una compilació de decàdes de treballs sobre l'enllaç químic. És un dels textos moderns de química més importants. Explica l'hibridació dels orbitals, l'enllaç covalent i l'iònic a través de l'electronegativitat i la ressonància, per poder explicar, entre d'altres, l'estructura del benzè.
1940
Edwin McMillan i Philip H. Abelson identifiquen el neptuni, el primer i més lleuger element transuranià, trobat en els productes de la fissió de l'urani. El laboratori de McMillan a Berkeley va trobar molts altres elements posteriorment
1941
Glenn T. Seaborg repren la feina de McMillan de crear elements nous mitjançant mètodes pioners com la captura de neutrons i altres reaccions nuclears. Seaborg va ser el descobridor o codescobridor de 9 elements químics i de dotzenes d'isòtops.
1945
Jacob A. Marinsky, Lawrence E. Glendenin, i Charles D. Coryell sintetitzen per primer cop el prometi, emplenant l'últim forat de la taula periòdica.
1945–1946
Felix Bloch i Edward Mills Purcell desenvolupen la ressonància magnètica nuclear, una tècnica analítica per elucidar l'estructura de les molècules, en especial de les orgàniques.
1951
Linus Pauling, mitjançant la cristal·lografia de raigs X, dedueix l'estructura secundària de les proteïnes.
1952
Alan Walsh comença el camp de l'espectroscopia d'absorció atòmica, una important tècnica quantitativa que ens permet conéixer la concentració d'una dissolució.
1952
Robert Burns Woodward, Geoffrey Wilkinson, i Ernst Otto Fischer descobreixen el ferrocè, una de les troballes fonamentals al camp de la química organometàl·lica.
1953
James D. Watson i Francis Crick proposen l'estructura del DNA, basant-se en la imatge de difracció de rajos X trobada per Rosalind Franklin, obrint les portes al camp de la biologia molecular.
1957
Jens Skou descobreix la bomba de sodi i potassi, el primer enzim de transport iònic.
1958
Max Perutz i John Kendrew fan servir la cristal·lografia de rajos X per elucidar l'estructura proteica de la mioglobina del catxalot.
1962
Neil Bartlett sintetitza l'hexafluoroplatinat de xenó, obtenint per primer cop un compost format per un gas noble.
1962
George Olah estudia els carbocations a partir de reaccions superàcides.
1964
Richard R. Ernst duu a terme experiments que donaran lloc al desenvolupament de la ressonància magnètica nuclear amb transformades de Fourier, incrementant la sensitivitat i obrint les portes a la imatgeria per ressonància magnètica.
1965
Robert Burns Woodward i Roald Hoffmann proposen les lleis de Woodward–Hoffmann, que expliquen l'estereoquímica de les reaccions a partir de la simetria dels orbitals moleculars.
1966
Hitoshi Nozaki i Ryōji Noyori descobreixen el primer exemple de catàlisi asimètrica.
1970
John Pople desenvolupa el programa Gaussian facilitant molt els càlculs de química computacional.
1971
Yves Chauvin aporta una explicació al mecanisme de reacció de les metàtesis d'olefines.
1975
Karl Barry Sharpless i el seu grup descobreixen reaccions d'oxidació estereoselectives.

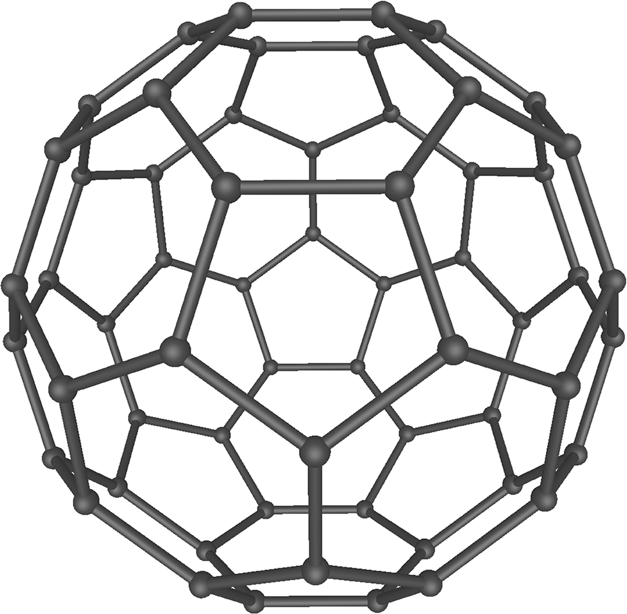
Buckminsterfull·lerè, C_{60}

1985
Harold Kroto, Robert Curl i Richard Smalley descobreixen els ful·lerens, una classe de grans molècules de carboni semblants a una cúpula geodèsica dissenyada per l'arquitecte R. Buckminster Fuller.
1991
Sumio Iijima, mitjançant la miscrocopia electrònica, descobreix els nanotubs de carboni. Aquest material és una part molt important de l'estudi de la nanociència.
1994
Se sintetitza totalment per primer cop el paclitaxel gràcies a Robert A. Holton i el seu grup.
1995
Eric Cornell i Carl Wieman creen el primer condensat de Bose-Einstein, una substància que mostra propietats quàntiques a escala macroscòpica.